# Spectravideo SVI-728
El Spectravideo SVI-728 MSX es un ordenador doméstico compatible MSX-1 fabricado por Spectravideo en 1985. Fue el primer equipo 100% MSX fabricado por la casa que licenció su anterior generación como prototipo en que se basó el estándar MSX. De hecho es tan parecido al Spectravideo SVI-328 (usa su misma carcasa) que algunos lo confunden. Es un MSX-1 con las mayores especificaciones, sólo superado por el Spectravideo SVI-738 MSX y los modelos de Yamaha y Pionneer.
Con su hermano mayor el Spectravideo SVI-738 y los modelos de Yamaha, es el único equipo en comercializarse en Estados Unidos. En España es distribuido por Indescomp para pasar a SVI España al abrir delegación. Con los modelos de Philips y Sony, de los más vendidos. La unidad de disco de 5'25 (misma caja que la de los 328) viene con CP/M y es capaz de leer los discos de los Spectravideo SVI-328. Esto induce a algunos a pensar que la controladora de floppyes va incluida en el 728. En realidad está en la propia unidad (para su uso en otros MSX, MHT Ingenieros lanza un cartucho adaptador). Asimismo, se diseñan adaptadores a cartucho estándar.

## Detalles Técnicos
- CPU Zilog Z80A a 3,579 MHz
- ROM 32 KB, 16 KB para el MSX BASIC V1.0, 16 KB para el BIOS
- RAM 64 KB ampliables a 4096 mediante cartuchos
- VRAM 16 KB controladas directamente por un Chip de gráficos Texas Instruments TMS9918 / TMS9929 (NTSC / PAL) con capacidad de 32 sprites (1 color, max 4 por línea horizontal). 16 colores disponibles. Caracteres redefinibles por el usuario. 4 modos direccionables desde BASIC
  - SCREEN 0 : texto de 40 x 24 con 2 colores
  - SCREEN 1 : texto de 32 x 24 con 16 colores
  - SCREEN 2 : gráficos de 256 x 192 con 16 colores
  - SCREEN 3 : gráficos de 64 x 48 con 16 colores
- Sonido : Chip de sonido General Instrument AY-3-8910 con 3 canales de 8 octavas de sonido más uno de ruido blanco.
- Carcasa Caja rectangular de plástico blanco y gris. Slot de cartucho MSX protegido por trampilla en la parte superior centro. En la trasera, modulador de TV, conectores Audio/Video, Segundo slot en formato conector de cable plano (usado para conectar la unidad de disco SVI de 5'25), Interfaz paralelo MSX y conector de casete. LED de Power. Dos conectores de joystick MSX en el lateral izquierdo. Interruptor y conector de alimentación en el lateral derecho. Salvo conectores, cartucho y algunas teclas, idéntica a la del Spectravideo SVI-328.
- Teclado QWERTY/AZERTY de 87 teclas. Incluye todas las teclas estándar : Escape, Tab, Caps Lock, Control y 2 Shift. 5 teclas de función (usando Shift + Fn, un total de 10 funciones disponibles). Junto a ellas, tecla Stop y 3 teclas de edición (Copy, Paste/Insert, Out/Delete). Barra espaciadora. A cada lado de esta, 2 teclas especiales: Graph (izquierda) y Code (derecha). En combinación con las teclas alfanuméricas permiten acceder a los pares de caracteres gráficos serigrafiados en cada tecla. LED rojo en la tecla Caps Lock que se enciende al clavar mayúsculas. Keypad numérico estándar con teclas de cursor.
- Soporte
  - Interfaz de casete a 1200 o 2400 baudios (Formato FSK). Fácilmente modificable por ensamblador
  - Unidad de disquete opcional de 5,25 o 3,5 pulgadas y simple o doble cara (cualquiera compatible MSX).
  - Cartucho ROM (una o dos ranuras)
- Sistema Operativo CP/M 2.2 y MSX-DOS 1.0 ambos con la unidad de disco SVI
- Entrada/Salida :
  - Dos conectores DE-9 de Joystick MSX en el lateral izquierdo
  - Conector de TV (modulador de RF UHF) PAL (NTSC en Estados Unidos)
  - Conector Monitor Audio/Video (conector RCA)
  - 2 Port de cartucho MSX. Uno en la zona superior central y otro en la trasera (en formato de hilera de pines), a la misma altura.
  - Puerto paralelo de impresora MSX (conector Centronics 14)
  - Conector DIN 8 de Interfaz de casete MSX
- Ampliaciones : puede usar cualquier periférico compatible MSX (más de 200 documentados). Los fabricados por Spectravideo son:
  - SVI-102M QuickShot II MSX Joystick
  - SVI-105M Tableta gráfica
  - SVI-107M QuickShot VII MSX joycard
  - SVI-109M QuickShot IX MSX joyball
  - SVI-2000 QuickShot Robotarm ( + cartucho controlador MSX SVI-2000C)
  - SVI-707 Unidad de disco externa (5.25", doble cara, doble densidad, 40 pistas)
  - SVI-709 Tarjeta de Red SVI
  - SVI-727 Intefaz de 80 columnas
  - SVI-747 Ampliación de memoria de 64KB RAM
  - SVI-757 Interfaz RS-232
  - SVI-767 lectograbadora de casete
  - SVI-787 Unidad de disco externa (3.5", simple cara, doble densidad, 80 pistas)
  - SVI-808 Módem 1200 baudios
  - SVI-777 String Floppy Drive (unidad de cinta backup)
  - MXTELX convierte al 728 en un servidor Minitel (Francia)

## Fuente
- Este artículo se basa inicialmente en una página de El Museo de los 8 Bits